# 바닐라 에어
바닐라 에어(영어: Vanilla Air, 일본어: バニラエア)는 일본의 저비용 항공사로, 전일본공수의 자회사였다.
에어아시아와 전일본공수는 2011년 합작으로 저비용 항공사인 에어아시아 재팬을 만들었다. 2013년 6월, 에어아시아가 투자를 중단하면서 전일본공수가 에어아시아 재팬의 모든 지분을 갖게 되었다. 에어아시아 재팬은 같은 해 10월 26일 운항을 중단한 뒤 11월 이름을 바닐라 에어로 바꾸고 12월 운항을 재개할 것이라고 발표했다.

## 운항 노선
- 2019년 10월 기준으로 바닐라 에어는 운항중단 당시 같은 노선을 운항하고 있었다.[4][5]

2014년 3월, 바닐라 에어는 A320-200 기종을 투입하여 인천국제공항과 일본 나리타 국제공항을 오가는 항공편을 매일 2편씩 운항하기 시작했다. 2014년 하반기에는 일 1편으로 감편되었으며 인천국제공항 취항을 무기한 운휴에 들어가면서 같은 해 3월 29일에 단항되었다.